# Rajmund Ohly
Rajmund Ohly (30 listopada 1928 w Bielsku-Białej – 25 listopada 2003 w Wiedniu) – polski afrykanista, literaturoznawca, kulturoznawca, tłumacz i leksykograf, specjalista od języków suahili oraz herero, profesor tytularny. 
Studiował arabistykę i afrykanistykę w Krakowie na UJ, pod kierunkiem Tadeusza Lewickiego i Romana Stopy. Pracę magisterską dot. twórczości egipskiego pisarza Mahmuda Taimura złożył u prof. Lewickiego. Pracę doktorską "The development of abstract nouns in Swahili" obronił w roku 1967 na Uniwersytecie Warszawskim. Pracę habilitacyjną pt. "The development of common political terminology in Kiswahili (1885-1974)" złożył na uniwersytecie w Marburgu w roku 1978 (polska nostryfikacja na UW: 1982).
Uczył na Uniwersytecie Warszawskim na początku kariery naukowej i pod koniec życia. Spędził wiele lat ucząc na uniwersytetach w Tanzanii (do roku 1982), Namibii (do roku 1993) oraz w Wiedniu. Był autorem wielu podręczników suahili, opisu gramatycznego herero oraz opracowań literatury suahilijskiej i herero. Był także współredaktorem największych słowników suahili wydanych drukiem przez tanzański Instytut Studiów nad Suahili (Taasisi ya Uchunguzi wa Kiswahili, stąd skrót TUKI), a także suahilijsko-angielskiego słownika slangu oraz terminologii technicznej. Łącznie opublikował ponad 300 książek i monografii oraz paręset artykułów naukowych i popularnonaukowych.